# Château de Hochfelden
Le château de Hochfelden est un château fort disparu qui se trouvait autrefois à Hochfelden, dans le Bas-Rhin.

## Histoire

### Origines
Bien que Dagobert Fischer pensait au XIXe siècle qu’un château existait à Hochfelden dès le XIe siècle, cette hypothèse est considérée comme fragile depuis la deuxième moitié du XXe siècle. En effet, bien qu’il exista de longue date une cour royale en ce lieu, aucune mention d’un château n’est faite dans les documents avant le XIVe siècle, alors même que certains de ceux-ci auraient dû le faire : par exemple, dans un contrat de mise en gage de la localité en 1278, tous les droits et dépendances sont minutieusement cités, mais la liste ne mentionne rien ne s’apparentant à un château. Le village a en revanche été fortifié assez tôt, peut-être dès 1194, mais il ne s’agit pas de constructions de grande ampleur : probablement une simple haie ou palissade coiffant une levée de terre et précédée d’un fossé, seules les portes étant en pierre.
La première mention d’une véritable fortification date de 1387, dans un document évoquant ein kelre in dem kirchhof, ce qui fait référence à un Gaden, un refuge fortifié constitué de maisonnettes servant de cellier, probablement très similaire à celui de Dossenheim. La date de construction de ce refuge n’est pas connue, mais il existait peut-être déjà à l’époque de cette mention un château dans son périmètre. Un texte mentionne en effet qu’en 1388, les villageois se révoltent contre Ottemann VII d’Ochsenstein, alors seigneur des lieux, qui héberge des soldats ayant pillé le village dans le château, celui-ci étant alors pris d’assaut par les émeutiers.

### Moyen Âge
Le château est par la suite régulièrement mentionné dans les paix castrales et d’autres documents. L’un de ceux-ci, établit en 1397, intègre les Hohengeroldseck dans la copropriété, qui est déjà détenue conjointement par les Ochsenstein et le comte palatin et un autre, en 1405, y intègre Johann von Leiningen-Rixingen. Dans les décennies suivantes, le château fait régulièrement l’objet de paix castrales, d’échanges de droits et de négociations entre les membres de la famille des Ochsenstein. À partir des environs de 1430, l’électeur palatin Ludwig III essaye de racheter l’ensemble des parts, qui, théoriquement, sont des gages sur lesquels il dispose du droit de rachat. Toutefois, les Ochsenstein font si bien obstruction qu’en 1442, il n’est parvenu qu’à obtenir que celle du comte de Leiningen, soit seulement un neuvième de l’ensemble.
Bien que le château ait été mis en état de défense lors des incursions des Armagnacs en Alsace en 1439 et 1444, Hochfelden échappe finalement à ces attaques. Il est en revanche assiégé en 1484 par les paysans de la région, qui cherchent à s’en prendre à Diebolt de Hohengeroldseck. Ils accusent en effet ce dernier d’avoir volé du bétail dans les environs, qu’il est finalement obligé de restituer. L’année suivante, en 1485, la lignée des Ochsenstein s’éteint et leur part du château revient à Heinrich II von Zweibrücken-Bitsch. Peu de temps après, en 1486, le château est une nouvelle fois attaqué à cause de Dietbold de Hohengeroldseck : en conflit avec ce dernier, l’électeur palatin s’empare du château après six semaines de siège. Dans les années suivantes, ce même électeur palatin rachète progressivement les parts du château, avant toutefois de se faire confisquer par l’empereur Maximilien Ier en 1504 celles qu’il a acquises, en punition pour rébellion.
En 1520, l’empereur Charles Quint achète les dernières part du château et devient ainsi l’unique propriétaire. Il le met toutefois dès 1521 en gage pour dix ans à Friedrich Prechter, commissaire impérial, non sans l’avoir fait réparer auparavant. Dans la deuxième moitié du XVIe siècle, le château sert de résidence au bailli de Hochfelden, qui dispose également pour son propre usage des fossés. Il perçoit également une redevance spéciale du fait que l’église du village se trouve dans l’enceinte du château, ce qui l’oblige à en laisser constamment les portes ouvertes.

### Troubles de l’époque moderne
Pendant la guerre des évêques, le village est attaqué à deux reprises à la fin de l’année 1592, mais les assaillants doivent se contenter de piller la localité, l’assaut contre le château échouant en leur causant de lourdes pertes. Bien que remis en état entre 1620 et 1621, il ne parvient cependant pas à résister aux troupes de Mansfeld à la fin de cette année et est incendié. Léopold d’Autriche le met alors en gage en 1622 au nom des Habsbourg auprès de son conseiller Ascanio Albertini, à condition qu’il le répare. Dans la foulée celui-ci fait réparer l’église, non sans avoir auparavant essayé de la faire déplacer en-dehors de l’enceinte. S’étant heurté au refus des villageois sur ce point, il parvient néanmoins à faire construire une sorte de couloir menant de la porte du château à celle de l’église, afin que les fidèles ne puissent plus accéder à la cour, et à limiter les messes tenues dans cette église à celles du dimanche, les autres devant désormais avoir lieu dans l’église Saint-Wendelin.
Albertini, qui a entretemps pris le nom d’Asacnio d’Ichtratzheim, parvient à faire transformer le gage en fief le 25 juin 1632. Malheureusement pour lui, le château, qui venait à peine d’être reconstruit, est une nouvelle fois incendié à la fin de l’année, cette fois par les Suédois. Encore reconstruit à la fin de la guerre de Trente Ans, le château est partagé entre les héritiers d’Albertini, qui l’occupent à tour de rôle. Cela ne dure guère, étant donné que, pendant la guerre de Hollande, les troupes de Turenne démantèlent les murs extérieurs en 1674, puis le château lui-même en 1678, afin d’éviter qu’il ne soit utilisé par les Autrichiens. À la fin de la guerre, il est question de le transformer en forteresse, mais Vauban recommande de privilégier Phalsbourg.

### Destruction
Le château reste en possession des Albertini jusqu’à la Révolution, mais il n’y habitent plus, s’étant fait construire un petit manoir en dehors de l’enceinte, qui est alors appelé Schlössel et deviendra plus tard le manoir de Schauenbourg. Pendant les troubles révolutionnaires, alors que les Albertini ont quitté le pays, le château est pillé, saccagé et partiellement incendié. Il sert dans les années suivantes de carrière pour la construction de nouvelles maisons. Ente 1824 et 1825, les restes du château, ainsi que l’église sont rasés pour construire une église plus grande.

## Architecture
Il ne subsiste pratiquement rien du château en surface, si ce n’est un trognon de mur de quelques mètres de long et moins d’un mètre de hauteur derrière l’église Saints-Pierre-et-Paul, le reste est masqué par les maisons qui s’y appuient. L’empreinte du château est toutefois encore visible dans le tracé des rues et le parcellaire. Ainsi l’avenue du Général de Gaulle et la rue de l’Hôpital correspondent à la contrescarpe du fossé, le tracé de celui-ci correspondant à l’anneau de maisons entourant l’église, dont seul le porche est d’origine.
D’après une description de 1702, le site se présente alors sous la forme d’une première enceinte de quatre à cinq pieds clôturant le cimetière. À l’intérieur de celle-ci et protégé par un fossé sec de dix pieds de profondeur se trouve le château, dont les murs font plus de vingt pieds de haut, pour une épaisseur de deux à trois pieds. Ces murs sont crénelés et pourvus de deux tours.